# Francesca Genzo
Francesca Genzo (9 de septiembre de 1993) es una deportista italiana que compite en piragüismo en la modalidad de aguas tranquilas. Ganó una medalla de plata en el Campeonato Mundial de Piragüismo de 2017, en la prueba de K2 200 m.

## Palmarés internacional
| Campeonato Mundial | Campeonato Mundial       | Campeonato Mundial | Campeonato Mundial |
| Año                | Lugar                    | Medalla            | Competición        |
| ------------------ | ------------------------ | ------------------ | ------------------ |
| 2017               | Račice (República Checa) | Medalla de plata   | K2 200 m           |